# Zamóstie
Zamóstie (en rus: Замостье) és un poble (un possiólok) de l'óblast de Tambov, a Rússia, segons el cens del 2010 tenia 90 habitants.